# Wola (powiat nidzicki)
Wola (niem. Wolla, w latach 1938–1945 Grenzdamm) – wieś w Polsce położona w województwie warmińsko-mazurskim, w powiecie nidzickim, w gminie Kozłowo.
W latach 1975–1998 miejscowość należała administracyjnie do województwa olsztyńskiego.